# Satan on Fire
Satan on Fire — нині розпущений християнський рок-гурт. До його складу входили вокаліст Мерілін Менсон та басист Твіґґі Рамірез. Гурт був першим сайд-проєктом музикантів (другий — Mrs. Scabtree). За словами Менсона, вони створили колектив з жартівливою метою. Музиканти також хотіли виступити в християнському нічному клубі й вчинити там безлад. Проте цього так і не сталося.
Пісні «Devil in My Lunchbox», «Number Nine Part One», «Number Nine Part Two», «Number Nine Part Three», «Cat in the Hat» та «Justify My Love» (кавер-версія однойменного треку Мадонни) присутні на бутлезі The 100 Minute Demo. Композиція «Mosh for Jesus» потрапила в ефір місцевої радіостанції.